# Barroca Grande
Barroca Grande é uma aldeia que pertence à freguesia de Aldeia de São Francisco de Assis, no Município da Covilhã, distrito de Castelo Branco, em Portugal. É a principal aldeia do Couto Mineiro das minas da Panasqueira, sendo a maior exportadora de volfrâmio de Portugal.
A aldeia continua a viver muito das minas, onde existem atualmente cerca de 250 trabalhadores, o que faz com que a mesma mantenha ainda alguns serviços, como escola básica com jardim de infância, posto de correios, sub-extensão de saúde, centro de dia, farmácia, um restaurante, um supermercado, uma mercearia, cinco cafés, o Clube Desportivo das Minas da Panasqueira (que para além da sua sede tem também um pavilhão desportivo) e existe ainda o Museu do Mineiro que é visitado anualmente por milhares de pessoas. 